# Júlia Oristânio
Júlia Oristânio (Rio de Janeiro, 21 de julho de 1992) é uma atriz, poeta e instrutora de yoga brasileira.
Começou a frequentar a Casa das Artes de Laranjeiras em 2010. Lançou os livros de poesia Amor Roxo e Um quê de monja.

## Vida pessoal
É filha do ator Giuseppe Oristanio e neta de imigrantes italianos radicados na zona sul de São Paulo.

## Filmografia

### Televisão

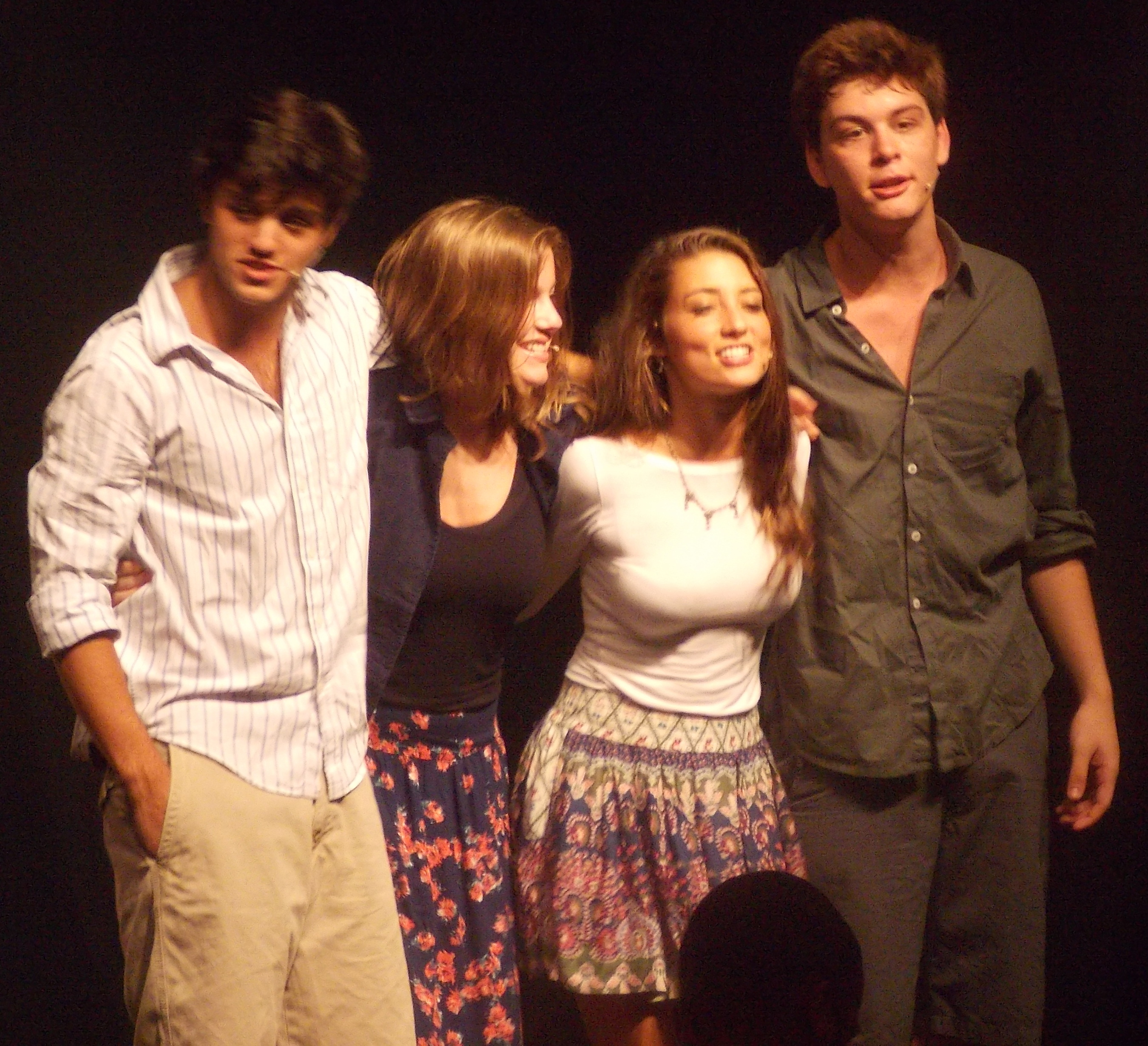
Elenco do espetáculo Conto de Verão agradece ao público após apresentar a peça em Angra dos Reis em 2013 (da esquerda para a direita: Felipe Simas, Alice Wegmann, Oristânio e João Vithor Oliveira).

| Ano       | Título                 | Personagem           | Nota(s)          |
| --------- | ---------------------- | -------------------- | ---------------- |
| 2007—2008 | Dance Dance Dance      | Lucena Coutinho      |                  |
| 2010—2011 | Malhação               | Joseane Brito (Josi) | 18.ª temporada   |
| 2013      | De Volta pra Pista     | Ju Hipster           |                  |
| 2014—2015 | Boogie Oogie           | Priscila             |                  |
| 2017      | Perrengue              | Luna                 | Episódio: “Nós”. |
| 2018      | Além da Ilha           | Heloísa Sampaio      |                  |
| 2018—2019 | O Tempo Não Para       | Malka                |                  |
| 2020      | Diário de Um Confinado | Bianca               |                  |

## Teatro
- 2013—2015: Conto de Verão[11][12]
- 2015: Quero Ser Ziraldo[13][14]

## Obra literária
- 2017: Amor Roxo[3]
- 2020: Um quê de monja[3]